# Wadi Degla Sporting Club
Il Wadi Degla Sporting Club (in arabo نادي وادي دجلة الرياضي‎?) è una società calcistica del Cairo, Egitto. Milita nella Seconda Divisione, la seconda serie del campionato egiziano di calcio.

## Storia
Fondato nel 2002, il club fu promosso in massima serie nel 2009-2010, quando da neopromosso sconfisse l'Al-Sekka Al-Hadid per 3-1 all'ultima giornata del campionato di seconda serie. L'impresa di raggiungere la massima serie in due anni partendo dalla terza serie era stata realizzata solo dall'Al-Mokawloon Al-Arab nel 1981. Nel 2013 il club fu finalista della Coppa d'Egitto, sconfitto dallo Zamalek. Nel 2014 partecipò per la prima volta ad una competizione internazionale, la Coppa della Confederazione CAF, dove si fermò al secondo turno.

## Palmarès

### Competizioni nazionali
- Seconda Divisione: 1

2009-2010 (gruppo B)

### Altri piazzamenti
- Coppa d'Egitto:

Finalista: 2013
Semifinalista: 2014

## Organico

### Rosa 2019-2020
Aggiornata al 28 luglio 2019.
| N. |                   | Ruolo | Calciatore       |
| -- | ----------------- | ----- | ---------------- |
| 1  | Egitto (bandiera) | P     | Oussa            |
| 2  | Egitto (bandiera) | P     | Khaled Walid     |
| 3  | Egitto (bandiera) | A     | Ragab Omran      |
| 4  | Egitto (bandiera) | D     | Khaled Reda      |
| 5  | Egitto (bandiera) | D     | Abdallah Mahmoud |
| 6  | Egitto (bandiera) | D     | Mahmoud Marei    |
| 7  | Egitto (bandiera) | D     | Body (capitano)  |
| 9  | Egitto (bandiera) | A     | Marwan Hamdi     |
| 11 | Ghana (bandiera)  | D     | Issahaku Yakubu  |
| 14 | Egitto (bandiera) | A     | Mohamed Helal    |
| 16 | Egitto (bandiera) | P     | Youssef Moharam  |

| N. |                        | Ruolo | Calciatore                                         |
| -- | ---------------------- | ----- | -------------------------------------------------- |
| 17 | Egitto (bandiera)      | D     | Amr Saleh                                          |
| 19 | Egitto (bandiera)      | A     | Hossam Arafat                                      |
| 20 | Egitto (bandiera)      | A     | Ahmed Hassan {{Calciatore in ]\|ruolo=MF\|altro=}} |
| 24 | Egitto (bandiera)      | C     | Ibrahim Ayesh                                      |
| 27 | Tunisia (bandiera)     | C     | Rafik Kabou                                        |
| 29 | Paesi Bassi (bandiera) | A     | Rodney Antwi                                       |
| 37 | Egitto (bandiera)      | C     | Omar Ahmed Farouk                                  |
| 55 | Egitto (bandiera)      | P     | Hussein Zekry                                      |
| 77 | Egitto (bandiera)      | C     | Mohamed Reda                                       |